# Vaideeni (gmina)
Vaideeni – gmina w Rumunii, w okręgu Vâlcea. Obejmuje miejscowości Cernu, Cornet, Izvoru Rece, Marița i Vaideeni. W 2011 roku liczyła 3946 mieszkańców.